# Liste der Baudenkmale in Paulinenaue
In der Liste der Baudenkmale in Paulinenaue sind alle denkmalgeschützten Bauten der brandenburgischen Gemeinde Paulinenaue und ihrer Ortsteile aufgelistet. Grundlage ist die Veröffentlichung der Landesdenkmalliste mit dem Stand vom 31. Dezember 2021.

## Baudenkmale in den Ortsteilen
In den Spalten befinden sich folgende Informationen:
- ID-Nr.: Die Nummer wird vom Brandenburgischen Landesamt für Denkmalpflege vergeben. Ein Link hinter der Nummer führt zum Eintrag über das Denkmal in der Denkmaldatenbank. In dieser Spalte kann sich zusätzlich das Wort Wikidata befinden, der entsprechende Link führt zu Angaben zu diesem Denkmal bei Wikidata.
- Lage: die Adresse des Denkmales und die geographischen Koordinaten. Link zu einem Kartenansichtstool, um Koordinaten zu setzen. In der Kartenansicht sind Denkmale ohne Koordinaten mit einem roten beziehungsweise orangen Marker dargestellt und können in der Karte gesetzt werden. Denkmale ohne Bild sind mit einem blauen bzw. roten Marker gekennzeichnet, Denkmale mit Bild mit einem grünen beziehungsweise orangen Marker.
- Bezeichnung: Bezeichnung in den offiziellen Listen des Brandenburgischen Landesamtes für Denkmalpflege. Ein Link hinter der Bezeichnung führt zum Wikipedia-Artikel über das Denkmal.
- Beschreibung: die Beschreibung des Denkmales
- Bild: ein Bild des Denkmales und gegebenenfalls einen Link zu weiteren Fotos des Baudenkmals im Medienarchiv Wikimedia Commons

### Paulinenaue
| ID-Nr.   | Lage                                            | Bezeichnung                                                             | Beschreibung | Bild                                            |
| -------- | ----------------------------------------------- | ----------------------------------------------------------------------- | --- | ----------------------------------------------- |
| 09150255 | Bahnhofstraße (Lage)                            | Bahnhofsgebäude                                                         | Die Bahnstrecke Berlin–Hamburg wurde hier im Jahre 1846 eingeweiht. Der Bahnhof wurde 1847 erbaut, der Entwurf kam von F. Neuhaus. In den Jahren 1883/1884 wurde der Bahnhof erweitert.              | weitere Bilder                                  |
| 09150531 | Bahnhofstraße (Lage)                            | Kirche                                                                  | Die Kirche wurde 1932 erbaut. Der Architekt war E. Retting. Auffällig ist der Rundturm an der Eingangsseite.                                                                                         | weitere Bilder                                  |
| 09150258 | Gutshof, Bahnhofstraße / Ruppiner Straße (Lage) | Gutsanlage mit Gutshaus, zwei Stallgebäuden, einem Speicher sowie Allee | | weitere Bilder                                  |
| 09150538 | Gutshof 7 (Lage)                                | Hauptgebäude des Instituts für Futterproduktion                         | | Hauptgebäude des Instituts für Futterproduktion |
| 09150256 | Lindenweg (Lage)                                | Gutspark                                                                | | Gutspark                                        |
| 09150257 | Lindenweg (Lage)                                | Speisesaal im Sozialgebäude, Wandgestaltung                             | Das Sozialgebäude mit dem denkmalgeschützten Wandbild im hinteren Saal wurde in Vorbereitung des Weltgraslandkongresses 1977 errichtet. Eine der Exkursionen des Kongresses führte nach Paulinenaue. | Speisesaal im Sozialgebäude, Wandgestaltung     |

### Selbelang
| ID-Nr.   | Lage                    | Bezeichnung                                   | Beschreibung | Bild                                          |
| -------- | ----------------------- | --------------------------------------------- | --- | --------------------------------------------- |
| 09150358 | (Lage)                  | Dorfkirche                                    | Die evangelische Kirche stammt aus der zweiten Hälfte des 15. Jahrhunderts. Der Turm wurde 1749 hinzugefügt. Im Inneren stammt der Kanzelaltar aus dem Jahr 1718. | weitere Bilder                                |
| 09150359 | (Lage)                  | Parkanlage                                    | | BW                                            |
| 09150483 | Hamburger Straße (Lage) | Viertelmeilenstein, am Abzweig eines Feldwegs | | Viertelmeilenstein, am Abzweig eines Feldwegs |